# Energiesparkonto
Das Energiesparkonto (kurz ESK) ist ein Onlinedienst, der es ermöglicht, den eigenen Energieverbrauch zu berechnen. Der Dienst wurde 2007 von der gemeinnützigen co2online GmbH erstellt und hat rund 90.000 registrierte Nutzer (Stand 2015).

## Geschichte
Der Grundstein für das Energiesparkonto wurde im Jahr 2006 gelegt. Zufällig kam das Gespräch zwischen Johannes Hengstenberg (Geschäftsführer von co2online) und weiteren Gesprächspartnern auf das Thema der Schwierigkeit bei der Dokumentation des eigenen Energieverbrauchs, beispielsweise mithilfe von Excel-Tabellen. Die Idee, den eigenen Energieverbrauch für viele sichtbar machen zu wollen, wurde durch die Entwicklung des Energiesparkontos gelöst. Technisch umgesetzt wurde die Idee von der SEnerCon GmbH und vertrieben von der gemeinnützigen co2online GmbH. Seit 2009 wird das Energiesparkonto im Rahmen der Kampagne „Energiesparclub“ vom Bundesumweltministerium gefördert.

## Funktionen
Um das Energiesparkonto nutzen zu können, muss man sich registrieren. Nach der Registrierung gelangt der Nutzer auf eine Eingabemaske und wird dort aufgefordert, Daten zur Wohnung und seine bisherigen Verbrauchsdaten (z. B. Zählerstände oder Verbrauchsabrechnungen) zu hinterlegen. Durch die regelmäßige Eingabe dieser Daten lässt sich eine individuelle Energiebilanz berechnen und Energieeinsparpotenziale erkennen. Ein Energiesparkonto kann auch mit einem intelligenten Zähler verknüpft und die Daten in das Konto importiert werden.
Nutzer des Energiesparkontos können ihren Energieverbrauch in den Bereichen Strom, Heizen, Wasser, Mobilität und Photovoltaik überprüfen. Umso häufiger und regelmäßiger der Nutzer seine Daten in das Energiesparkonto eingibt, desto genauer fällt die Analyse aus. Ergebnisse und Einsparpotenziale können als Tabellen oder Diagramme angezeigt werden, die beispielsweise die täglichen und wöchentlichen Kosten aufzeigen und auch eine Prognose bis zum Jahresende. Außerdem lassen sich im Energiesparkonto wichtige Ereignisse dokumentieren, beispielsweise das Ersetzen einer alten Heizungspumpe durch eine neue und effektivere Pumpe.
Das Energiesparkonto gibt Tipps, mit welchen konkreten Maßnahmen das Einsparpotenzial ausgeschöpft werden kann. Es überprüft die Erfolge der Maßnahmen und zeigt auf, wie viel Geld damit gespart und wie viel CO2 damit vermieden werden konnte.

## Nutzer und Wirkung
Rund 90.000 registrierte Nutzer (Stand 9-2015) haben ein Energiesparkonto eröffnet und es wurden über 974.000 Beratungen abgeschlossen (Stand 9-2015).

## App
Mit Hilfe der Smartphone-App EnergieCheck lassen sich Zählerstände direkt am Zähler erfassen und mit dem Energiesparkonto synchronisieren. Mit der App können mehrere Zähler und Haushalte gleichzeitig verwaltet werden. Verlaufsdiagramme lassen erkennen, wie sich der Energieverbrauch entwickelt.